# توماس اربوتنات (کشتی)
توماس اربوتنات (کشتی) (به انگلیسی: Thomas Arbuthnot (ship)) یک کشتی است. این کشتی در سال ۱۸۴۱ ساخته شد.